# Duroia trichocarpa
Duroia trichocarpa är en måreväxtart som beskrevs av Paul Carpenter Standley. Duroia trichocarpa ingår i släktet Duroia och familjen måreväxter. Inga underarter finns listade i Catalogue of Life.